# Христос во гробе (картина Брюллова)
«Христо́с во гро́бе» — картина русского художника Карла Брюллова, находящаяся в собрании Государственного Русского музея в Санкт-Петербурге. Инвентарный номер в музейном собрании — Ж-12199. Картина была создана в 1845—1846 годах как запрестольный образ, предназначенный для размещения в храме на фоне окна или с искусственной подсветкой с обратной стороны, для моленной штабс-капитана Николая Адлерберга, который тогда работал в канцелярии Военного министерства. Позже он сделал головокружительную карьеру, став членом Государственного совета, генералом от инфантерии и генерал-губернатором Великого княжества Финляндского.
С 1930-х годов полотно, не имеющее подписи художника, принадлежало русскому православному приходу Воскресения в Брюсселе, и его местонахождение было неизвестно специалистам и широкой аудитории. В 2002 году картину приобрели коллекционеры Александр и Ирина Певзнеры. После ввоза «Христа в гробу» в Россию для экспертизы, которая установила авторство Брюллова, картина была арестована как вещественное доказательство в рамках возбуждённого против Александра Певзнера уголовного дела о контрабанде культурных ценностей и с этого момента оставалась в Русском музее без права экспонирования. В 2013 году Выборгский городской суд Ленинградской области прекратил уголовное дело в связи с истечением срока давности, но постановил конфисковать картину. Решение о конфискации отменялось вышестоящими судами, но в 2016 году было подтверждено Верховным судом Российской Федерации. В 2017 году рассматривавший жалобу Певзнеров Конституционный суд Российской Федерации подтвердил конституционность норм, в соответствии с которыми была произведена конфискация, но признал уголовное дело подлежащим пересмотру. Точку в последующих судебных процессах в 2019 году поставил Верховный суд Российской Федерации, мотивировавший отмену решений нижестоящих судов о возврате картины Певзнерам существованием неопределённости относительно того, кто является её владельцем. Это решение критиковалось комментировавшими дело юристами, которые характеризовали его как «скрытую экспроприацию» картины государством.
Первое представление «Христа во гробе» публике состоялось 18 октября 2024 года в Русском музее на выставке «Великий Карл», посвящённой 225-летию Карла Брюллова. Её центральными экспонатами стали отреставрированное полотно «Последний день Помпеи» и картина «Христос во гробе». По оценке российского искусствоведа Григория Голдовского, картина «Христос во гробе» — «вне всяких сомнений, одно из самых выразительных произведений знаменитого русского художника», однако, с его точки зрения, необходимы дополнительные исследования полотна и его реставрация. Вдохновение, охватившее Брюллова в процессе работы над картиной, исследователь связывал с тесным общением художника с православным подвижником, святителем Игнатием Брянчаниновым, который тогда был настоятелем Троице-Сергиевой пустыни на Петергофской дороге.

## Изображение на полотне
«Христос во гробе» — запрестольный образ, предназначенный для размещения в храме на фоне окна или с искусственной подсветкой с обратной стороны. Размещение в храме полихромных изображений «на просвет» с эпохи средневековья использовалось в западноевропейской традиции. Чаще всего это были витражи. Блики и рефлексы идущего через витраж солнечого света придавали храмовому пространству «торжественно-праздничное звучание с мистическим оттенком». Брюллов, однако, стремился придать «трагически-сакральный смысл» не пространству церкви, а церковному образу. Свет через картину падал на алтарь (по церковным представлениям, место незримого присутствия Божьего). Российский искусствовед Григорий Голдовский писал, что в этом проявилось стремление Карла Брюллова соединить в убранстве храма западноевропейскую и православную традиции.
Техника живописи — масляная живопись по холсту. Холст прямоугольный (185 х 148 см), с закруглённым верхом, герметично расположен между двумя толстыми стёклами с фацетом. Он обрамлён простым дубовым профилем, который повторяет его контуры. Подсветка должна, по замыслу живописца, выявить «объёмную и колористическую структуру живописи, которая без неё выглядит монохромной». Тёмный задний план поглощает часть сюжетных и пластических деталей. Свет подчёркивает фигуру самого Иисуса, склонившегося над мёртвым Христом ангела в белых одеждах и терновый венец. Брюллов использовал багровые, оливковые и охристые оттенки. Композиция картины имеет необычный ракурс, который придаёт ей «пластическую глубину и богатство». Подпись художника на полотне отсутствует. «Христос во гробе» — единственная картина Брюллова, на которой нет его подписи. Инвентарный номер картины в собрании Русского музея Ж-12199.

## Создание картины
Григорий Голдовский отмечал, что первый итальянский период жизни Карла Брюллова (1822—1835 годы) сформировал свободолюбивый характер живописца. В представлении российского искусствоведа, художник вернулся из-за границы творческим и счастливым человеком, предающимся живописи «с эмоциональным подъёмом и полной душевной отдачей», «гедонистом и бонвиваном». Среди занимавших Брюллова сюжетов во время пребывания в Италии были темы из античной литературы, истории, мифологии и повседневной жизни Апениннского полуострова. Голдовский писал, что пребывание в Санкт-Петербурге (1835—1849 годы) изменило мироощущение Брюллова, хотя его характер остался неизменным. Сохранилось и преклонение окружающих перед талантом и работами живописца. Для творчества Брюллова, по мнению российского искусствоведа, стал характерен пронзительный трагизм. Причины этого Голдовский видел в дурном климате, зависимом положении, конфликтах, например, по поводу росписей Исаакиевского собора и храме Христа Спасителя в Москве, «неуместная» (по словам Тараса Шевченко) женитьба, обострение болезней.
Как следствие этих проблем российский искусствовед отмечал обострение религиозного чувства художника, а в результате работу над сюжетами Священной истории. По мнению Голдовского, Брюллов стремился участвовать в самых важных монументальных церковных проектах своего времени, а также работал над соответствующими сюжетами в станковой форме. Иконы и эскизы для росписей храмов в последние годы жизни Брюллов писал не реже, чем привычные для его творчества портреты.
Доктор филологических наук Игорь Виноградов, писал, что Карл Брюллов, хотя и был протестантом, а до 1822 года ещё и масоном, не был, в отличие от брата, исключительно светским художником. Он получал многочисленные заказы от русской православной церкви, от государства и частных лиц на создание произведений на религиозный сюжет. Будучи воспитанником Императорской Академии художеств, Карл Брюллов ориентировался в таких произведениях на итальянскую живопись и работал в академическом стиле.
Термин «транспарент» со значением «прозрачный» (лат. transparentus) по отношению к картине «Христос во гробе» впервые присутствует в воспоминаниях ученика и биографа Брюллова, художника Михаила Железнова. Железнов рассказывает о заказе «правительства» художнику в 1836 году написать запрестольный образ в центральном нефе собора Казанской Божьей Матери в Санкт-Петербурге на сюжет «Взятие Богоматери на небо». Именно тогда Брюллов попытался провести эксперимент: сделать из алтарной картины «транспарент» — придать ему прозрачность. Для этого художник попросил императора Николая I разобрать часть восточной стены собора. Художник написал эскиз, по цветовой структуре предназначенный для «транспарента» (он сохранился и находится в настоящее время в коллекции Русского музея). В прошении разобрать участок стены было отказано и живописец ограничился традиционной техникой масляной живописи в создании запрестольного образа Казанского собора в 1849 году.
Новую попытку создания «транспарента» Брюллов предпринял в 1845—1846 годах в заалтарной картине «Христос во гробе». Настойчивость в проведении эксперимента художником Голдовский объясняет его желанием найти новые средства выразительности для религиозной живописи. Длительное время считалось, что Брюллов написал «Христа во гробе» для домовой церкви генерала от инфантерии, графа Владимира Адлерберга, который с 1852 по 1870 год занимал пост министра Императорского двора. Обнаруженные лишь в 2010-е годы документы позволили исправить это суждение. Выснилось, что образ был написан художником для «молельной» среднего сына генерала — штабс-капитана Николая Адлерберга, который тогда работал в канцелярии Военного министерства. Позже он сделал головокружительную карьеру, став членом Государственного совета, генералом от инфантерии и генерал-губернатором Великого княжества Финляндского.
Николай Адлерберг в сентябре 1845 года приехал в Санкт-Петербург из годичного отпуска, связанного с болезнью. Отпуск он использовал для паломнической поездки в Палестину. Около Иерусалима он построил на свои средства храм Святого Георгия Победоносца, который был освящён в 1849 году. Православный «молитвенный уголок» он обустроил и в своём петербургском доме. Адлерберг заказал для него запрестольный образ Карлу Брюллову, а ещё нескольких икон ученику художника Николаю Тихобразову, но эти иконы также были «пройдены» кистью самого Брюллова. В благодарность за работу Адлерберг подарил Брюллову «булатный кинжал — лучший образец восточного оружия». Николай Адлерберг также с благодарностью писал автору полотна, что «…при всех многочисленных и важнейших занятиях своих… [художник проявил] столь услужливую готовность споспешествовать творческою рукою… провидением дарованною, в украшении молитвенного уголка, наполненного воспоминаниями святых молитв…».
Выдвигалась и вторая гипотеза создания картины художником: возможно, она была написана Брюлловым за границей для домовой церкви Николая Адлерберга в его усадьбе под Мюнхеном. Встречается в современных средствах массовой информации и устаревшее утверждение, что картина была написана для отца Николая Адлерберга — Владимира Адлерберга, а правовой сайт Legal.Report ошибочно писал в 2020 году, что якобы она была создана для его другого сына — Александра Адлерберга.

## Наброски к картине
Сохранилось большое число подготовительных рисунков на отдельных листах и в альбомах художника, которые находятся в коллекции Русского музея. Среди них: лик Спасителя, фигура ангела, драпировки и многие другие наброски. По словам Григория Голдовского, беспрецедентна и смелость технологического эксперимента Карла Брюллова. В альбоме 1846 года находится набросок трёхчастной структуры — центральное полотно, два боковых и круг в качестве навершия над центральной картиной. Голдовский предполагал, что это композиция алтаря молельной Николая Адлерберга. В центре должен был находиться «Христос во гробе», а над ним благословляющий Христом в тондо. По предположению искусствоведа, икону Спасителя для тондо написал Николай Тихобразов и «прописал» Брюллов, чтобы создать единство художественного решения всей многочастной композиции.
Доктор искусствоведения Эсфирь Ацаркина упоминает в своей монографии о жизни и творчестве Брюллова, вышедшей в 1963 году, следующие наброски к картине:
- На обороте листа серой бумаги с набросками «Улыбающаяся турчанка (полуфигура). Два варианта» и «Голова той же турчанки» для картины «Бахчисарайский фонтан», а также с частью неизвестной композиции с надписью «Рисунокъ Карла Брюллова. В. Брюллов» находится набросок лежащего натурщика в позе Христа в композиции «Христос во гробе» (итальянский карандаш, 23,2 х 34 см). Данный лист находился в коллекциях Константина Савицкого, а затем В. К. Савицкого, в настоящее время — в Государственной Третьяковской галерее. Инв. Р-318[12].
- Христос во гробе. Композиция транспаранта для домовой церкви Николая Адлерберга. Картон, итальянский карандаш, 177 х 133,7 см («верх закруглён полуовалом»). Данный картон был представлен на выставке Императорского общества поощрения художеств в Санкт-Петербурге в 1867 году. Прянишниковская галерея, Румянцевский музей, Третьяковская галерея. У Эсфири Ацаркиной в монографии о Брюллове указан Инв. 5046[13].
- Голова Христа (этюд). Бумага, наклеенная на бумагу, графитовый карандаш, 19,5 x 20,9 см. Находился в коллекции Павла Брюллова и его брата Владимира, в настоящее время — в коллекции Русского музея Инв. 2191[13].
- Христос во гробе (голова). Бумага, графитовый карандаш, 16,2 x 25,4 см. Находился в коллекции герольдмейстера и сенатора Евграфа Рейтерна, сейчас — в Русском музее. Инв. 16016[13].
- Христос во гробе, окружённый ангелами. Бумага, графитовый карандаш, 26,5 х 19,4 см. Находился в коллекции Евграфа Рейтерна, сейчас — в Русском музее. Инв. 16003[13].
- Торс Христа со сложенными на груди руками. Два варианта изображения для композиции «Христос во гробе». Бумага, итальянский карандаш, 19,4 х 24,8 см. На обороте находится набросок пером сидящей женщины. Внизу посредине надпись пером: «Рисунокъ Карла Брюллова. В. Брюлловъ». Находился в коллекции Павла Брюллова и его брата Владимира, в настоящее время — в Третьяковской галерее. Инв. Р. 325[13].
- Фигура Христа, лежащего в гробу. Эскиз композиции к «Христу во гробе». Бумага, графитовый карандаш, 27,1 х 21 см. Рисунок разбит на квадраты. Собрание Бориса Брюллова, сейчас — в Русском музее. Инв. 28961[13].
- Христос во гробе. Бумага, графитовый карандаш, 54,5 х 42,5 см. Харьковский художественный музей. Инв. 1002[13].
- Драпировки (наброски для ног «Христа, лежащего во гробе») и молитвенно сложенные руки (набросок). Бумага, графитовый и итальянский карандаши, 19,6 х 23,8 см. Собрание Бориса Брюллова, в настоящее время — в Русском музее. Инв. 28892[13].
- В альбоме из 31 листа с набросками и эскизами для росписей Исаакиевского собора есть и варианты фигур Христа для композиции «Спаситель во гробе», а также голова турчанки и фигура Марии для картины «Бахчисарайский фонтан», архитектурные мотивы пятиглавой церкви, наброски для картины «Диана и Эндимион», карикатура с изображением играющей на клавесине лошади, коленопреклонённая молящаяся святая в храме с фигурой поверженного турка, композиция «Воскресение», фигура мужчины в костюме XVII века и другие рисунки итальянским карандашом, размер альбомного листа — 23,5 x 35,5 см. Альбом был в собрании Бориса Брюллова, ныне — в коллекции Русского музея. Инв. 15268—15298[14].
- Ещё один эскиз к картине был размещён на официальном сайте выставки «Великий Карл» без каких-либо указаний на его размер, местонахождение и технику исполнения[15]. В статье Голдовского этот эскиз описан как «Ангел у гроба Господня», 1845—1846, бумага, уголь, 23,3 х 34,3 см. Инв. Р-15338[16]. В монографии Эсфири Ацаркиной рисунок «Ангел у гроба» упоминается только в перечне набросков из «Альбома из 51 листа», где преобладают рисунки к росписям Исаакиевского собора, хотя присутствуют и рисунки на другие темы, но там указан другой размер альбомных листов — 20 х 26,2 см. Альбом находился в коллекции Бориса Брюллова, а в настоящее время входит в собрание Русского музея[17].

В статье Григория Голдовского размещёны ещё два этюда к картине:
- Христос. Набросок, 1845—1846. Бумага, итальянский карандаш, 34,2 х 23,4 см. Русский музей, Инв. Р-15237[11]
- Христос во гробе. Бумага, наклееная на холст, итальянский карандаш, 183 х 139 см. Из Прянишниковской галереи набросок попал в коллекцию Румянцевского музея, а затем — в Государственную Третьяковскую галерею. Инв. 5047[18].

- Христос. Набросок, 1845—1846. Инв. Р-15237
- Голова Христа. Этюд для картины «Христос во гробе», 1846. Инв. Р-2191
- Эскиз «Ангел у гроба Господня». Инв. Р-15338
- Драпировки и молитвенно сложенные руки  (наброски для ног «Христа, лежащего во гробе»). Русский музей. Инв. 28892

## Судьба полотна

### Полотно за пределами России
После гибели императора Александра II Николай Адлерберг вышел в отставку и вместе с семьёй уехал в Мюнхен. Он приобрёл земельный участок в курортном городке Тегернзе, построил на нём виллу и православный храм. Голдовский предполагал, что Николай Адлерберг взял с собой картину Брюллова в Королевство Бавария. В конце концов, наследников у Адлербергов в Германии не осталось, поэтому «Христос во гробе» Брюллова в 1930-е годы был подарен недавно созданному православному приходу в Брюсселе.
Долгое время местонахождение полотна было неизвестно и специалистам, и широкой аудитории. В сборнике Николая Машковцева «К. П. Брюллов в письмах, документах и воспоминаниях современников» о картине сообщается дословно: «Положение во гроб или Христос в гробу. Эскиз был в собр. К. С. Веселовского. Картина была написана для одной из римских церквей. Местонахождение неизвестно». Некоторое представление о ней давал картон в полный размер, находящийся в Третьяковской галерее и происходивший из коллекции петербургского коллекционера Фёдора Прянишникова, который в 1849 году купил сразу три работы Брюллова: «Портрет А. Н. Голицына» (1842), «Автопортрет» (1848) и картон, «изображающий Христа в гробнице, за 2000 рублей, противу просимой самим художником суммы в одну тысячу». В каталоге галереи Прянишникова упомянуто, что картон был создан для «транспарента» в церкви графа Адлерберга.
Необходимость сбора средств для ремонта храма заставила настоятеля и приходской совет храма в Брюсселе, которому принадлежало полотно, принять решение о продаже картины; по утверждению купившего картину Александра Певзнера, приходской совет продавал её, так как после протечки в церкви требовалась реставрация, на которую у прихода не было средств. По данным газеты «Коммерсантъ», сведения о картине, возможно принадлежащей кисти Брюллова, и её фотография с конца 1990-х годов циркулировали среди потенциальных покупателей, к числу которых принадлежал и Русский музей, и подкреплялись хранящимися в российских музейных архивах документами.

### Покупка картины Певзнерами
Осенью 2002 года немецкий коллекционер, уроженец Ленинграда Александр Певзнер встретился с сотрудниками Русского музея, сообщил о местонахождении картины и предложил им показать её. 5 декабря 2002 года Певзнер и командированные сотрудники музея осмотрели картину, и в тот же день Певзнер и русский православный приход Воскресения в Брюсселе подписали договор купли-продажи картины по цене 100 тыс. евро. Картину Певзнер приобрёл совместно со своей женой Ириной. 3 января Певзнер уплатил цену покупки с условием, что в случае отрицательной экспертизы, которую будет проводить Русский музей, деньги будут возвращены; на подтверждение авторства договор устанавливал шестимесячный срок.
В марте 2003 года Певзнер ввёз «Христа во гробе» в Россию и передал в Русский музей на экспертизу, которая подтвердила, что картина принадлежит кисти Карла Брюллова. При пересечении российской границы Певзнер задекларировал на таможне картину в режиме временного ввоза, не предусматривавшем уплаты таможенной пошлины и позволявшем затем вывезти произведение из России. Позже Певзнер утверждал, что ввозил картину только для проведения экспертизы авторства и реставрации: по его словам, для рентгенографического исследования очень тонкий слой масляных красок транспарента был непригоден, и требовалось сравнивать внутреннюю структуру живописного слоя «Христа во гробе» с подлинниками Брюллова, которых в Европе недостаточно, а реставрация в Германии стоила бы гораздо больше, чем в России. Русский музей настаивал, что с самого начала договорился с коллекционером о продаже полотна учреждению за 400 тыс. долларов. Ещё 17 ноября 2002 года на заседании фондово-закупочной комиссии музея было принято решение ходатайствовать перед Министерством культуры о покупке картины. Согласно Певзнеру, он никогда не имел такого намерения, хотя вводил сотрудников музея в заблуждение, чтобы провести экспертизу и реставрацию картины, а кроме того Русский музей так и не получил средств на её покупку.

### Возбуждение уголовного дела и конфискация картины
После того, как экспертиза установила авторство Брюллова, сотрудники управления Федеральной службы безопасности возбудили уголовное дело о контрабанде культурных ценностей (часть 2 статьи 188 Уголовного кодекса Российской Федерации (УК РФ), арестовали картину как вещественное доказательство и оставили её в Русском музее на ответственное хранение без права экспонирования и реставрации. Проведённая по заказу следствия искусствоведческая экспертиза оценила стоимость картины в не менее чем 300 тыс. долларов США. Певзнера несколько раз вызвали на допрос, но не взяли подписки о невыезде, и он покинул Россию. Только после этого ему заочно предъявили обвинение, затем уголовное дело было приостановлено, поскольку обвиняемый находился не в России. В первоначальной редакции обвинения контрабанда состояла в том, что Певзнер якобы оформил временный ввоз картины, на самом деле собираясь продать её Русскому музею за 400 тыс. долларов США, и намеренно скрыл авторство Брюллова.
В 2003—2011 годах Певзнер инициировал в России ряд судебных споров, добиваясь возврата картины. За это время, по его словам, состоялось «до 30 судов». По утверждению коллекционера и его адвокатов, реальной целью уголовного дела было оставить картину в России, и следствие неоднократно предлагало ему передать «Христа во гробе» Русскому музею в обмен на прекращение дела, что подтверждалось сделанной им аудиозаписью разговора со следователем ФСБ Краевским. В 2010—2011 годах Дзержинский районный суд признал незаконным отказы следователя прекратить уголовное дело и возвратить арестованную картину Певзнеру, а Санкт-Петербургский городской суд оставил решение в силе. После этого следствие изменило фабулу обвинения: поскольку два сотрудника таможенного поста в Светогорске (Выборгский район Ленинградской области) дали показания о том, что восемь лет назад они за взятку, которую в интересах Певзнера дал некий Сергей, оформили фиктивную декларацию о ввозе культурной ценности, Певзнер был обвинён во ввозе картины без декларирования и таможенного контроля; оформившим явку с повинной таможенникам обвинение не предъявлялось.
С обвинением в новой редакции дело было передано в Выборгский городской суд, который по ходатайству защиты в ноябре 2013 года прекратил уголовное преследование Певзнера, так как истёк десятилетний срок давности, но постановил конфисковать картину как орудие преступления. Это решение суд обосновал положениями пункта 1 части 3 статьи 81 Уголовно-процессуального кодекса Российской Федерации (УПК РФ), который предусматривал конфискацию принадлежащих обвиняемому орудий преступления. Судебная коллегия по уголовным делам Ленинградского областного суда в 2014 году отменила постановление и вынесла апелляционное определение о передаче картины законным владельцам, признав картину не орудием, а предметом преступления. Заместитель Генерального прокурора Сабир Кехлеров подал кассационное представление в президиум Ленинградского областного суда, который оставил в силе апелляционное определение, отклонив аргументы представления о возможности конфискации картины на основании пункта 4.1 части 3 статьи 81 УПК и статьи 104.1 УК (эти нормы были введены в законодательство в 2006 году и не могли применяться с обратной силой. Однако в 2016 году Верховный суд Российской Федерации по представлению Генеральной прокуратуры отменил решения апелляции и кассации и оставил в силе постановление Выборгского городского суда о конфискации картины, при этом хотя замгенпрокурора просил отменить решения только в части возврата картины Александру Певзнеру, Верховный суд по собственной инициативе отменил его и в отношении Ирины Певзнер. Представители Певзнера ссылались на положения статьи 401.6 УПК РФ, согласно которой суд кассационной инстанции ограничивается годичным сроком на «поворот к худшему» при пересмотре судебных решений, однако Верховный суд отклонил этот аргумент как неприменимый к судьбе вещественного доказательства. Комментируя решения судов, ведуший научный сотрудник ИЗИСП Денис Печегин отмечал, что, по его мнению, в «деле Певзнера» орудием преступления могли быть только документы, которыми был оформлен ввоз картины, но расширительная трактовка, сложившаяся в судебной практике, позволяет следователю, определяющему своим постановлением вещественные доказательства по делу, признавать орудием преступления практически любой предмет. К аналогичному выводу приходил член Совета по правам человека при президенте адвокат Юрий Костанов.
В период обжалования решений судов прокуратурой Министерство культуры Российской Федерации не давало разрешения на вывоз картины, и Певзнеры не смогли забрать её из Русского музея. После того, как Верховный суд подтвердил законность конфискации, Министерство культуры внесло картину в Государственный каталог Музейного фонда Российской Федерации как принадлежащую Русскому музею.

### Рассмотрение дела в Конституционном суде
Певзнер подал в Конституционный суд жалобы на несоответствие Конституции пункта 1 части 3 статьи 81 и статьи 401.6 УПК РФ. Первая норма оспаривалась, поскольку на её основании картина была конфискована без обвинительного приговора суда, вторая — как допускающая произвольное толкование. Слушания по жалобам Певзнера состоялись 31 января 2017 года. На них представители в Государственной думы, Совета Федерации и президента в Конституционном суде Татьяна Касаева, Андрей Клишас и Михаил Кротов, а также представители других государственных органов и выступавшая от Совета по правам человека при президенте Наталья Евдокимова поддержали законность конфискации картины. В марте 2017 года Конституционный суд вынес постановление, в котором признал обе оспоренные нормы конституционными. Признавая соответствующим Конституции пункт 1 части 3 статьи 81 УПК РФ, суд заключил, что лишение обвиняемого или подсудимого имущества, признанного орудием преступления или вещественным доказательством, возможно в случае согласия обвиняемого или подсудимого на прекращение уголовного дела в связи с истечением срока давности, а если он возражает против прекращения уголовного дела — то в случае вынесения обвинительного приговора с освобождением осуждённого от наказания. Но поскольку суд кассационной инстанции произвёл поворот к худшему за пределом годичного срока, Конституционный суд отправил дело на пересмотр. Судья-докладчик по делу Александр Бойцов комментировал позицию суда для «Российской газеты»: «У человека остаётся право выбора: настаивать на вынесении приговора или же нет <…> И если речь идёт об отсутствии возражений против прекращения уголовного преследования, с надлежащим информированием о последствиях такого согласия, то прекращение права собственности на орудия преступления в значительной степени утрачивает сущностные черты конфискации, один из которых принудительность. То есть если он соглашается, то, строго говоря, это уже не вполне является конфискацией» (судья сравнил это с добровольным информированным согласием на медицинское вмешательство). Несогласие с постановлением в своём особом мнении выразил судья Конституционного суда Сергей Казанцев, согласно позиции которого прекращение уголовного дела в связи с истечением срока давности в отношении определённого лица делает невозможным дальнейшее описание действий такого лица в процессуальных решениях как содержащих признаки преступного деяния и, следовательно, исключает применение конфискации как меры уголовно-правового характера.
Анализируя постановление Конституционного суда, ведущий научный сотрудник НИИ ФСИН доктор юридических наук Виктор Григорьев отмечал, что высшая инстанция по сути уклонилась от решения вопросов, связанных с разграничением орудия и предмета преступления, в том числе так и не указав прямо, орудием или предметом преступления является картина при контрабанде. Доктор юридических наук, профессор юридического факультета МГУ Павел Яни в направленном в суд заключении приходил к выводу, что законодатель в статье 104.1 УК РФ различает «предметы незаконного перемещения через таможенную границу» и орудия преступления, и пункт 1 части 3 статьи 81 УПК РФ применяется только к последним.

### Судебные процессы после вынесения решения Конституционным судом
14 июня 2017 года Президиум Верховного суда, исполняя указание Конституционного суда о пересмотре дела, отменил решение коллегии по уголовным делам и оставил в силе решение Ленинградского областного суда о возврате «Христа во гробе» коллекционерам. Однако Русский музей продолжал удерживать картину, ссылаясь на то, что она вошла в Музейный фонд и не было решений о её исключении оттуда; Министерство культуры в 2018 году сообщало, что не считает решение Президиума ВС окончательным и ждёт возобновления производства по уголовному делу.
В 2019 году заместитель генерального прокурора Леонид Коржинек подал в Верховный суд новое кассационное представление, в котором просил исключить из решений указание на возврат «Христа во гробе» Певзнерам из-за якобы имеющейся неопределённости в том, кто является владельцем картины (до того её принадлежность Певзнерам не ставилась под сомнение). 19 декабря суд удовлетворил представление и исключил это указание из решений трёх инстанций (представление было об изменение резолютивных частей двух решений). В заседании дали показания сотрудники Русского музея, которые утверждали, что Певзнер сопровождал картину при передаче в музей, но отказался подписывать документы, говоря, что собственниками картины являются его тесть и тёща. Заявление о передаче «Христа во гробе» на искусствоведческую экспертизу действительно подписала мать Ирины Певзнер Людмила Белякова, что она и её муж на допросах объясняли тем, что живущим за границей Певзнерам было сложно своевременно подписывать все документы. В заседании в Верховном суде представитель Певзнеров подтверждал их право собственности на картину договором купли-продажи картины от 5 декабря 2002 года и письменным заявлением Людмилы Беляковой, но Верховный суд решил, что эти доказательства и позиция Беляковой не опровергают наличие спора. Кроме этого Верховный суд сослался на статью 4 конвенции ЮНЕСКО «О мерах, направленных на запрещение и предотвращение незаконного ввоза, экспорта и передачи права собственности на культурные ценности», истолковав её положения как дающие «приоритет» связям между произведением искусства и страной его происхождения". Певзнер характеризовал это решение как «судебный произвол», юрист, руководитель судебной практики Института права и публичной политики Григорий Вайпан — как «скрытую экспроприацию», глава международной практики группы «Агора» Кирилл Коротеев — как «процессуальное злоупотребление».
Уполномоченный по правам человека в Российской Федерации Татьяна Москалькова, к которой обращался Певзнер, не нашла нарушения его прав и предлагала ему решить спор о владельце картины, обратившись в суд в исковом порядке. В 2021 году Конституционный суд отказался принять к рассмотрению новую жалобу Александра Певзнера в отношении статьи 401.6 УПК РФ, а также статей 401.14 и 401.16 того же кодекса, допускающих внесение судом кассационной инстанции изменений, ухудшающих положение лица, в отношении которого прекращено уголовное дело, в решение нижестоящего суда, которое прокурор не обжаловал.

### Процессы в Европейском суде по правам человека
В 2019 году Европейский суд по правам человека коммуницировал поданную в 2016 году жалобу Александра и Ирины Певзнер на нарушение Российской Федерацией статьи 6 Европейской конвенции по правам человека (право на справедливое судебное разбирательство) и статьи 1 Протокола I к ней (защита собственности) неисполнением судебных решений о возврате картины. В 2021 году Европейский суд коммуницировал вторую жалобу Певзнеров на нарушение статьи 6 вынесенным в 2019 году решением Верховного суда, которое, по мнению коллекционеров, не соответствовало принципу правовой определённости. В этой же жалобе Певзнеры утверждали, что государство нарушило и статью 18 конвенции «Пределы использования ограничений в отношении прав», так как руководствовалось целью присвоить картину, но в этой части суд не признал жалобу приемлемой.
В ноябре 2024 года сообщалось, что Европейский суд по правам человека рассматривает жалобы Певзнеров. Искусствовед и журналист Софья Багдасарова по поводу судебных процессов вокруг картины «Христос во гробе» писала: «Эта история тянется уже 20 лет, и на умонастроение частных коллекционеров она повлияла очень сильно. Она стала прецедентом, который чётко показывает опасности ввоза произведений искусства в Россию».

### Экспонирование картины. Выставка «Великий Карл» (2024)
В 2021 году Русский музей заявил об отсутствии ограничений на демонстрацию картины Карла Брюллова, однако картина продолжала пребывать в запасниках музея. В октябре 2024 года газета «Комсомольская правда» сообщила со слов представителя Русского музея: «Несколько месяцев назад нам позвонил прежний владелец и сказал, что отпустил всю эту ситуацию с судами и не против того, чтобы полотно выставляли». По данным «Новой газеты», это произошло во время пресс-показа, а автором данных слов был заместитель директора Русского музея и куратор экспозиции Григорий Голдовский. Алексей Певзнер подтвердил его слова: «Полгода назад мы говорили с господином Голдовским по телефону, и он спросил — не возражаете против того, что мы её выставим?… Ответил, что не решаю эти вопросы, потому что картиной распоряжается музей, но если её выставят, в суд не пойду». В то же время он выразил сомнение в успешности предстоящей реставрации полотна, так как у сотрудников музея нет опыта в работе с техникой транспарента.
18 октября 2024 года в Русском музее открылась временная выставка, посвящённая 225-летию Карла Брюллова. Её центральными экспонатами стали отреставрированное полотно «Последний день Помпеи» и картина «Христос во гробе». Это было первое представление картины широкой публике. На всего на выставке было представлено около 300 живописных и графических произведений художника. «Абсолютной сенсацией, кроме самого масштаба выставки, будет „Христос во гробе“… её [картину] впервые увидят люди, это сенсация мирового значения то, что мы представим её на выставке», — заявила директор музея Алла Манилова. Увидеть полотно можно только в Петербурге. В 2025 году выставка должна экспонироваться в Москве, но «Христос во гробе» в столице демонстрироваться не будет.

## Картина в работах искусствоведов

### Дореволюционная Россия
Живописец Аполлон Мокрицкий писал в статье «Воспоминания о Брюллове», опубликованной в журнале «Отечественные записки» за 1855 год, что не было жанра, в котором Карл Брюллов не проявил бы «могучей силы своего таланта». Например, в историческом жанре художник стал в один ряд с первоклассными живописцами, в доказательство этого Мокрицкий приводит список картин Брюллова. Среди них присутствует и «Христос во гробе». Ещё раз Мокрицкий упоминает эту картину в списке известных ему работ художника. Русский художник Михаил Железнов рассказывал в статье «Заметки о К. П. Брюллове» в журнале «Живописное обозрение» за 1898 год, что Брюллов говорил о картине (с сохранением орфографии и пунктуации оригинала): ему государь запретил сделать транспарент для Казанского собора, «так как у нас всё делается по-чиновнически, всякая новая мысль встречает сопротивление… Если бы мне позволили написать транспарант, то я бы сделал что-нибудь гораздо получше теперешнего запрестольного образа и что-нибудь гораздо поинтереснее „Христа в гробу“. „Взятие на небо“ для транспаранта хороший сюжет, а мой „Христос в гробу“ — просто образчик, по которому можно судить, что бы я мог сделать, если бы мне пришлось написать транспарант для Казанского собора».
Негативно отнёсся к картине «Христос во гробе» художественный критик Владимир Стасов. Он писал в статье «О значении Брюллова и Иванова в русском искусстве» (полный вариант статьи 1894 года во II томе «Собрания сочинений», сокращённой при первом издании цензурой): «Вот ещё картина Брюллова, его прославленный транспарант „Иисус Христос во гробе“. Что занимало воображение Брюллова при создании этой картины? Как всегда вовсе не самая сущность дела, не душа задачи, нет, — одно мастерство ракурса, одна побеждённая трудность, изящно расположенные складки покрова — вот и всё. Но глаз зрителя стремится к главному, к голове, к лицу, ищет там выражения божественности, и ничего не находит в этом брюлловском „Христе“, кроме очертаний лиц правильных, но обыкновенных, не лишённых изящества, но которым чуждо всё, что возвышало бы эту голову над множеством других, столь же незначительных». В другом фрагменте, упоминая «Христа во гробе» в ряду других картин художника на религиозные сюжеты, Стасов писал, что если убрать эффекты освещения, которые мастерски использует Брюллов для придания своим полотнам сверхъестественного характера, то останутся только «фигуры, лица и выражения, созданные не высокой религиозной фантазией, а лишь преданиями школы», все они носят сугубо земной характер. Они «приятны», но от них отдаёт «послушной рутиной».

### Советский период
Советский искусствовед Эсфирь Ацаркина в монографии, посвящённой Карлу Брюллову, писала, что картина «Христос во гробе» для домовой церкви Владимира (так у Ацаркиной в этом месте, в другом заказчиком указан Николай Адлерберг) Адлерберга отняла у художника много времени. По словам исследователя, полотно демонстрирует «безукоризненное знание анатомии и законов перспективы». Сложный ракурс, использованный живописцем в «Христе во гробе», Ацаркина связывала с влиянием на Брюллова полотна Андреа Мантеньи «Мёртвый Христос», находящегося в коллекции Пинакотеки Брера. Вместе с тем, она считала, что картины на религиозные темы, созданные Брюлловым, оставили его самого «равнодушным»: «Большие по размерам — они лишены были пафоса монументальной живописи и великолепия эскизов для Исаакиевского собора. Холодные, бездушные, они не удовлетворили и официальную церковь».

### Современная Россия
Доктор искусствоведения Нонна Яковлева в книге «Историческая картина в русской живописи» (2005) писала на примере картины «Христос во гробе» (которую она считала созданной в 1845 году для Владимира Адлерберга) и ряда других полотен Карла Брюллова, что он был не способен написать религиозный образ, но обвинять художника в холодном ремесленничестве нет оснований. Чувства, которые пронизывают евангельские и мифологические полотна мастер, различны. В отличие от Александра Иванова Карл Брюллов, по убеждению Нонны Яковлевой, «не был озабочен мировыми проблемами и… воспитанный в лоне русской культуры и принадлежащий ей по праву, генетически не имел той „таинственной русской“ или даже славянской души, устремлённость которой горе и наивный дидактизм так поражают и даже раздражают европейцев». С её точки зрения, Брюллов «был европейским художником». Яковлева также в связи с характеристикой Стасовым полотна «Христос во гробе» писала о принципиально несогласии с выводом художественного критика, что «ни малейшего религиозного чувства не было в его душе».
Григорий Голдовский указывал на иконографический источник трактовки сюжета «Христос во гробе» Брюлловым — картину Андреа Мантеньи «Мёртвый Христос» (1480). В Милане Брюллов жил долго, в этом городе он выставлял свои полотна «Последний день Помпеи» и «Смерть Инес де Кастро», здесь у художника остались после отъезда из Италии друзья и почитатели его таланта. Голдовский не сомневался, что русский живописец неоднократно видел картину Мантеньи. Для Мантеньи, в свою очередь, прообразом служили античные и средневековые саркофаги. Голдовский, однако, видел серьёзное различие между полотнами итальянского и русского художников. На картине Мантеньи изображена драма человеческого страдания и смерти. Действие её происходит в земном мире. У Брюллова же картина представляет зрителю «трагизм и пафос посмертного упокоения». Изображено «монументальное и возвышенное ангельское поклонение». Подсветка образа с оборота создаёт у зрителя «ощущение мистического пространства, бесплотности, бестелесности».
Григорий Голдовский утверждал, что картина «Христос во гробе» — «вне всяких сомнений, одно из самых выразительных произведений знаменитого русского художника», однако, с его точки зрения, необходимы дополнительные исследования полотна и его реставрация. Вдохновение, охватившее Брюллова в процессе работы над картиной, исследователь связывал с возникшим в это время общением художника с православным подвижником, святителем Игнатием Брянчаниновым. Тогда он был настоятелем Троице-Сергиевой пустыни на Петергофской дороге. Для одной из её церквей Брюллов написал икону «Троица». Некоторые исследователи даже считали, что архимандрит Игнатий считал возможным принятие Карлом Брюлловым монашеского пострига. Григорий Голдовский отвергал такое предположение и утверждал, что Брюллов воспринимал Брянчанинова как своего наставника и получал от него советы «о смысле красоты, творческой работы, созвучные собственному представлению, воплощённому ярко и последовательно в образе „Христа во гробе“»: «Ваши картины — это выражение сильно жаждущей души. Картина, которая бы решительно удовлетворила вас, должна быть картиной из вечности. Таково требование истинного вдохновения!», — приводил слова святителя Голдовский. По утверждению исследователя, «монументальный, трагический и гармоничный, завораживающий и взывающий к молитвенному обращению образ „Христа во гробе“» — «адекватный ответ на этот урок святителя Игнатия».
Завершая анализ картины «Христос во гробе», Голдовский писал: «В картине „Христос во гробе“, созданной великим живописцем, без всякого сомнения, ощущается проникновение за пределы земного мира. В ней явственно проступает дыхание вечности, непреходящей красоты и жертвенности, утверждается величие неземной цели существования, однако же с человечностью и человечеством, безусловно, неразрывно связанной… в образе „Христос во гробе“ воплощена сама квинтэссенция Красоты, изначально, по воле Создателя, объединяющей мир земной и мир небесный, какой бы смысл в эти понятия по ходу истории ни вкладывался».
В 2016 году вышел очередной 486 выпуск альманаха «Русский музей представляет». Подарочное издание «Карл Брюллов. Христос во гробе» состоит из двух частей: статьи Григория Голдовского «Картина Карла Брюллова „Христос во гробе“ (новое приобретение Русского музея)» и статьи в то время заместителя директора по научной работе музея, кандидата искусствоведения Евгении Петровой «Картины и картоны Карла Брюллова для церквей и соборов», в которой картина «Христос во гробе» упоминается только один раз.

## Репродукции
Русский гравёр Александр Козлов в письме, отправленном Карлу Брюллову 29 сентября 1851 года из Санкт-Петербурга, сообщал, что «налитографировал… и издал… „Диану и Сатира“, „Спасителя во гробе“, затем пойдёт „Ангел молитвы“». Гравёр также писал, что, так как цензура сначала вообще запретила литографии «Дианы и Сатира», а затем разрешила, но с условием не выставлять их в витринах магазинов, то он терпит убытки, поэтому от «„Спасителя“ и от „Ангела“, и от вас ожидаю помощи», — писал Козлов художнику. Были и другие литографии. В монографии Эсфири Ацаркиной к тексту, относящемуся к наброску картона «Христос во гробе» из Прянишниковского музея, есть приписка: «Литографирована [композиция наброска картона] П. Юришем».
В 1890-е годы в Российской империи была отпечатана репродукция картины на альбуминовой бумаге, закреплённой на картоне. Размер — 47,9 х 32,3 см. Одна из дошедших до нашего времени таких открыток находится в коллекции Государственного исторического музея в Москве. Номер в Госкаталоге — 48537318, номер по КП (ГИК) — ГИМ 95171/27292, инвентарный номер — 21 10971.